# Биабангард, Афшин
Афшин Биабангард (перс. افشین بیابانگرد‎, род. 10 июня 1987 года) — иранский борец греко-римского стиля, призёр чемпионатов мира и Азии.

## Биография
Родился в Парсабаде. В 2006 году стал бронзовым призёром чемпионата Азии среди юниоров. В 2012 году завоевал серебряную медаль чемпионата Азии. В 2014 году стал бронзовым призёром чемпионата мира и Азиатских игр. Чемпион Азии 2016 года.